# Mémorial des martyrs de la déportation (Tarbes)
Ne doit pas être confondu avec Mémorial des victimes de la déportation de 1944.
Le Mémorial des martyrs de la déportation est un monument de Tarbes dédié au souvenir de l'ensemble des déportés de France entre 1941 et 1944.

## Situation
Le mémorial est situé à Tarbes dans le quartier du centre-ville (canton de Tarbes 2) sur les allées du général Leclerc, en face du monument aux morts des Hautes-Pyrénées

## Historique
Le projet, réalisé par l'architecte Jean-Charles Lallement, a été inauguré le 26 avril 1964 par Victorin Mazic, le Président des Déportés.

## Description
Le monument se compose d’un plan d'eau avec des jets, une grande frise représentant les horreurs de la guerre, et un imposant gisant entre les 2 piliers de soutien de l'immense frise. Le gisant pèse 24 tonnes, la frise mesure près de 200 m².
Le thème représenté est l'écrasement de la personne humaine par l'immensité des crimes de guerre. Initialement, le plan d'eau était calme mais de nos jours, le plan d'eau est parsemé de jets.
Sur le béton, au-dessus du gisant, on peut lire « Ni haine, Ni oubli. » et sur la plaque commémoratrice, 
« Aux martyrs de la déportation, de l'internement et de la résistance des Hautes Pyrénées Morts pour la France », suit une liste de camps de déportation puis « de la résistance des Hautes Pyrénées tués au combat ».
Tarbes a reçu la croix de guerre en raison de l'importance de la résistance dans cette ville.
Maurice Trélut ancien maire de Tarbes a  été reconnu " juste parmi les nations" par l'État d'Israël.

## Galerie d'images

Sélection de vues du monument.
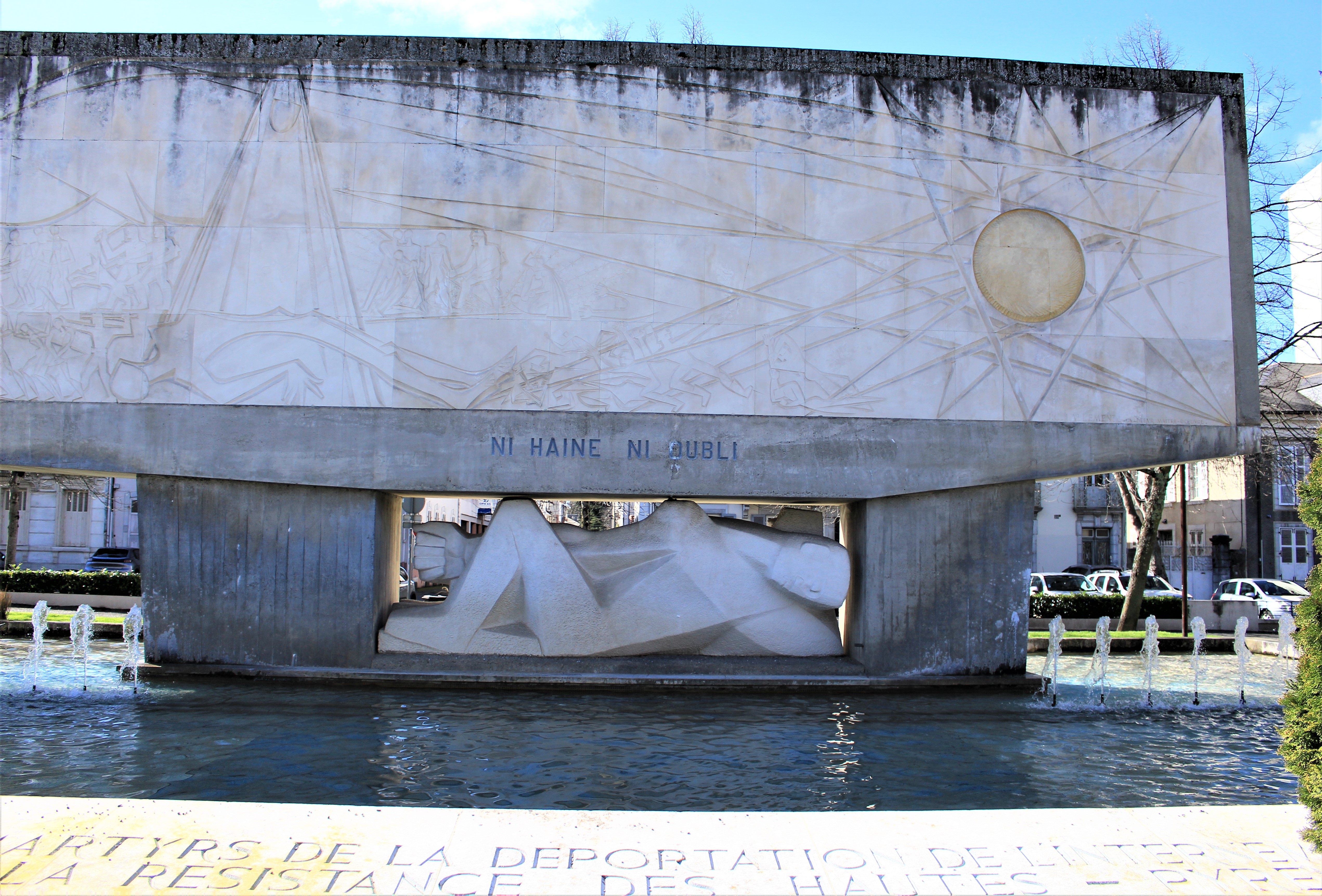
Le gisant.
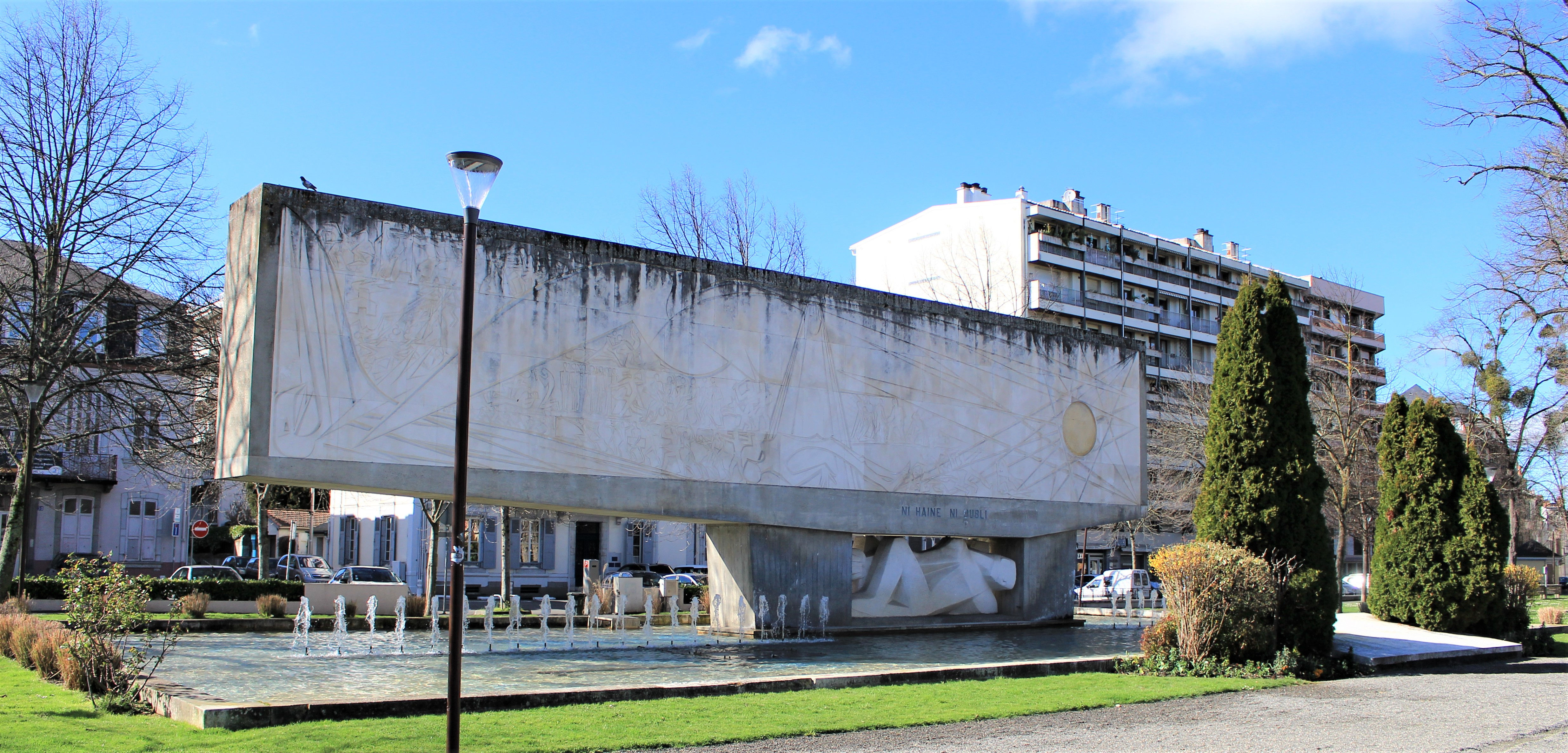
La stèle.
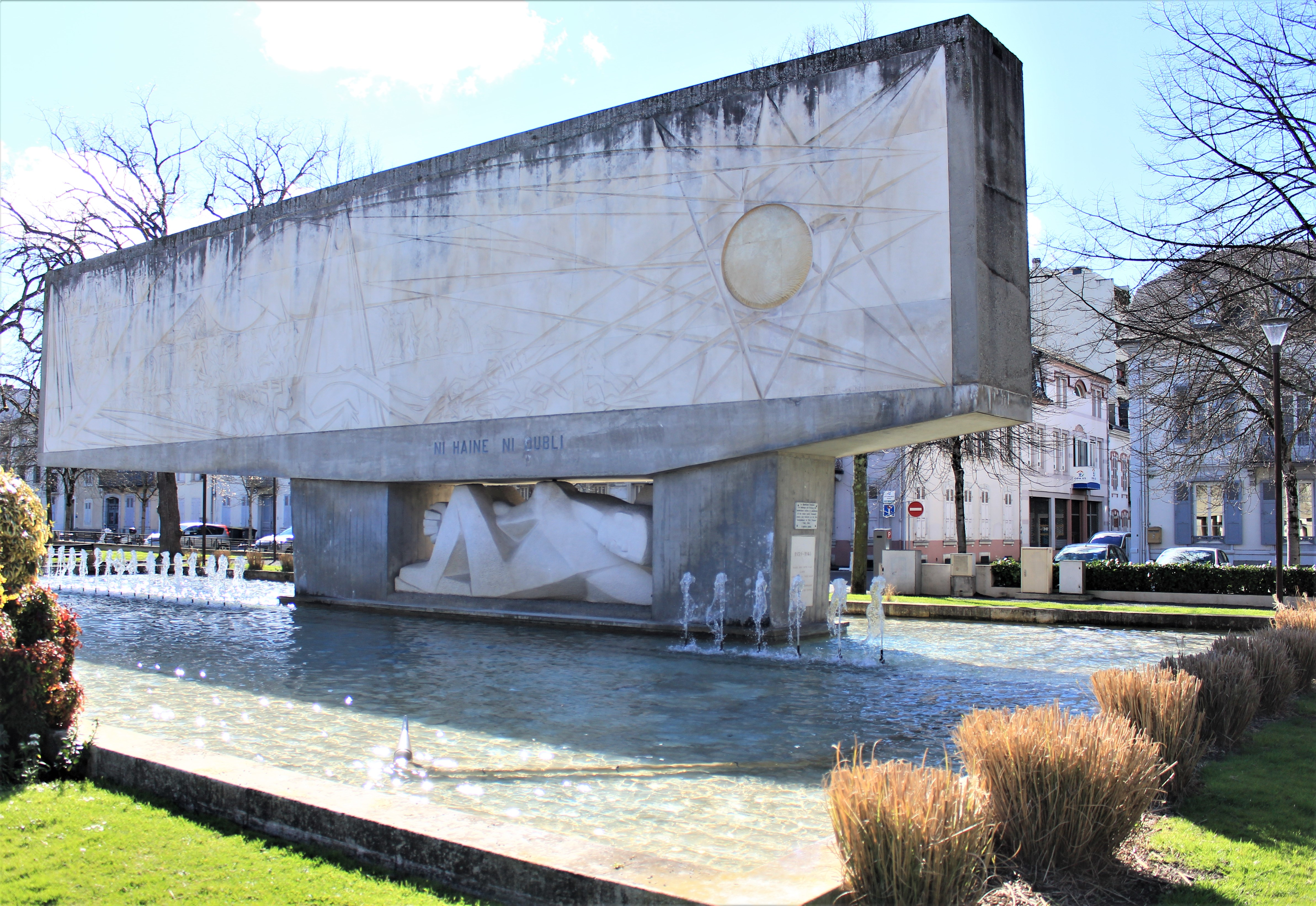
Le mémorial.